# Pouawa (fleuve)

Le fleuve Pouawa  (en anglais : Pouawa River) est un cours d’eau de la région de Gisborne dans l’Île du Nord de la Nouvelle-Zélande.

## Géographie
Il s’écoule de façon prédominante vers le sud-est , atteignant l’Océan Pacifique à 15 kmau nord-est de la ville de Gisborne.